# Квалификације за Светско првенство у фудбалу 2018 — УЕФА група Ц
Група Ц европских квалификација за Светско првенство у фудбалу 2018. се састојала од 6 репрезентација: Немачка, Чешка, Северна Ирска, Норвешка, Азербејџан и Сан Марино.
Репрезентација Немачке је као првопласирана репрезентација изборила директан пласман на првенство, док је Северна Ирска као другопласирана репрезентација отишла у бараж.

## Табела
| Легенда                                           |
| ------------------------------------------------- |
| Репрезентација која се квалификује у првом кругу  |
| Репрезентација која иде у бараж након првог круга |

| Табела групе Ц | Табела групе Ц | Табела групе Ц | Табела групе Ц | Табела групе Ц | Табела групе Ц | Табела групе Ц | Табела групе Ц | Табела групе Ц | Табела групе Ц |  |         |               |       |          |            |            |  | Домаћи | Домаћи | Домаћи | Домаћи | Домаћи | Домаћи | Домаћи | Гости | Гости | Гости | Гости | Гости | Гости | Гости |
|                | Репрезентација | И              | Д              | Н              | И              | ДГ             | ПГ             | ГР             | Бод.           |  | Њемачка | Северна Ирска | Чешка | Норвешка | Азербејџан | Сан Марино |  | И      | Д      | Н      | И      | ДГ     | ПГ     | Бод.   | И     | Д     | Н     | И     | ДГ    | ПГ    | Бод.  |
| 1.             | Немачка        | 10             | 10             | 0              | 0              | 43             | 4              | +39            | 30             |  | -       | 2:0           | 3:0   | 6:0      | 5:1        | 7:0        |  | 5      | 5      | 0      | 0      | 23     | 1      | 15     | 5     | 5     | 0     | 0     | 20    | 3     | 15    |
| 2.             | Северна Ирска  | 10             | 6              | 1              | 3              | 17             | 6              | +11            | 19             |  | 1:3     | -             | 2:0   | 2:0      | 4:0        | 4:0        |  | 5      | 4      | 0      | 1      | 13     | 3      | 12     | 5     | 2     | 1     | 2     | 4     | 3     | 7     |
| 3.             | Чешка          | 10             | 4              | 3              | 3              | 17             | 10             | +7             | 15             |  | 1:2     | 0:0           | -     | 2:1      | 0:0        | 5:0        |  | 5      | 2      | 2      | 1      | 8      | 3      | 8      | 5     | 2     | 1     | 2     | 9     | 7     | 7     |
| 4.             | Норвешка       | 10             | 4              | 1              | 5              | 17             | 16             | +1             | 13             |  | 0:3     | 1:0           | 1:1   | -        | 2:0        | 4:1        |  | 5      | 3      | 1      | 1      | 8      | 5      | 10     | 5     | 1     | 0     | 4     | 9     | 11    | 3     |
| 5.             | Азербејџан     | 10             | 3              | 1              | 6              | 10             | 19             | -9             | 10             |  | 1:4     | 0:1           | 1:2   | 1:0      | -          | 5:1        |  | 5      | 2      | 0      | 3      | 8      | 8      | 6      | 5     | 1     | 1     | 3     | 2     | 11    | 4     |
| 6.             | Сан Марино     | 10             | 0              | 0              | 10             | 2              | 51             | -49            | 0              |  | 0:8     | 0:3           | 0:6   | 0:8      | 0:1        | -          |  | 5      | 0      | 0      | 5      | 0      | 26     | 0      | 5     | 0     | 0     | 5     | 2     | 25    | 0     |

## Резултати
| Сан Марино | 0:1                         | Азербејџан   |
| ---------- | --------------------------- | ------------ |
|            | Детаљи (FIFA) Детаљи (UEFA) | Курбанов 45’ |

| Чешка | 0:0                         | Северна Ирска |
| ----- | --------------------------- | ------------- |
|       | Детаљи (FIFA) Детаљи (UEFA) |               |

| Норвешка | 0:3                         | Немачка                    |
| -------- | --------------------------- | -------------------------- |
|          | Детаљи (FIFA) Детаљи (UEFA) | Милер 16’, 60’ · Кимих 45’ |

| Азербејџан   | 1:0                         | Норвешка |
| ------------ | --------------------------- | -------- |
| Медведев 11’ | Детаљи (FIFA) Детаљи (UEFA) |          |

| Немачка                   | 3:0                         | Чешка |
| ------------------------- | --------------------------- | ----- |
| Милер 13’, 65’ · Крос 49’ | Детаљи (FIFA) Детаљи (UEFA) |       |

| Северна Ирска                                     | 4:0                         | Сан Марино |
| ------------------------------------------------- | --------------------------- | ---------- |
| Дејвис 26’ (пен.) · Лаферти 79’, 90+4’ · Вард 85’ | Детаљи (FIFA) Детаљи (UEFA) |            |

| Чешка | 0:0                         | Азербејџан |
| ----- | --------------------------- | ---------- |
|       | Детаљи (FIFA) Детаљи (UEFA) |            |

| Немачка                   | 2:0                         | Северна Ирска |
| ------------------------- | --------------------------- | ------------- |
| Дракслер 13’ · Кедира 17’ | Детаљи (FIFA) Детаљи (UEFA) |               |

| Норвешка                                                      | 4:1                         | Сан Марино    |
| ------------------------------------------------------------- | --------------------------- | ------------- |
| Симончини 12’ (аг.) · Диоманде 77’ · Самуелсен 82’ · Кинг 83’ | Детаљи (FIFA) Детаљи (UEFA) | Стефанели 54’ |

| Чешка                     | 2:1                         | Норвешка |
| ------------------------- | --------------------------- | -------- |
| Крменчик 11’ · Змрхал 47’ | Детаљи (FIFA) Детаљи (UEFA) | Кинг 87’ |

| Северна Ирска                                        | 4:0                         | Азербејџан |
| ---------------------------------------------------- | --------------------------- | ---------- |
| Лаферти 27’ · Меколи 40’ · Меклохлин 66’ · Брунт 83’ | Детаљи (FIFA) Детаљи (UEFA) |            |

| Сан Марино | 0:8                         | Немачка                                                                              |
| ---------- | --------------------------- | ------------------------------------------------------------------------------------ |
|            | Детаљи (FIFA) Детаљи (UEFA) | Кедира 7’ · Гнабри 9’, 58’, 76’ · Хектор 32’, 65’ · Стефанели 82’ (аг.) · Воланд 85’ |

| Азербејџан  | 1:4                         | Немачка                                |
| ----------- | --------------------------- | -------------------------------------- |
| Назаров 31’ | Детаљи (FIFA) Детаљи (UEFA) | Ширле 19’, 81’ · Милер 36’ · Гомез 45’ |

| Сан Марино | 0:6                         | Чешка                                                                      |
| ---------- | --------------------------- | -------------------------------------------------------------------------- |
|            | Детаљи (FIFA) Детаљи (UEFA) | Барак 17’, 24’ · Дарида 19’, 77’ (пен.) · Гебре Селасие 26’ · Крменчик 43’ |

| Северна Ирска           | 2:0                         | Норвешка |
| ----------------------- | --------------------------- | -------- |
| Вард 2’ · Вашингтон 33’ | Детаљи (FIFA) Детаљи (UEFA) |          |

| Азербејџан | 0:1                         | Северна Ирска |
| ---------- | --------------------------- | ------------- |
|            | Детаљи (FIFA) Детаљи (UEFA) | Далас 90+2’   |

| Немачка                                                                    | 7:0                         | Сан Марино |
| -------------------------------------------------------------------------- | --------------------------- | ---------- |
| Дракслер 11’ · Вагнер 16’, 29’, 85’ · Јоунес 38’ · Мустафи 47’ · Брант 72’ | Детаљи (FIFA) Детаљи (UEFA) |            |

| Норвешка             | 1:1                         | Чешка             |
| -------------------- | --------------------------- | ----------------- |
| Содерлунд 55’ (пен.) | Детаљи (FIFA) Детаљи (UEFA) | Гебре Селасие 36’ |

| Чешка      | 1:2                         | Немачка                |
| ---------- | --------------------------- | ---------------------- |
| Дарида 78’ | Детаљи (FIFA) Детаљи (UEFA) | Вернер 4’ · Хумелс 88’ |

| Норвешка                            | 2:0                         | Азербејџан |
| ----------------------------------- | --------------------------- | ---------- |
| Кинг 31’ (пен.) · Садигов 60’ (аг.) | Детаљи (FIFA) Детаљи (UEFA) |            |

| Сан Марино | 0:3                         | Северна Ирска                        |
| ---------- | --------------------------- | ------------------------------------ |
|            | Детаљи (FIFA) Детаљи (UEFA) | Магенис 70’, 75’ · Дејвис 78’ (пен.) |

| Азербејџан                                                         | 5:1                         | Сан Марино |
| ------------------------------------------------------------------ | --------------------------- | ---------- |
| Исмајлов 20’, 57’ · Абдулајев 24’ · Чеволи 71’ (аг.) · Садигов 81’ | Детаљи (FIFA) Детаљи (UEFA) | Палаци 74’ |

| Немачка                                                             | 6:0                         | Норвешка |
| ------------------------------------------------------------------- | --------------------------- | -------- |
| Озил 10’ · Дракслер 17’ · Вернер 21’, 40’ · Горецка 50’ · Гомез 79’ | Детаљи (FIFA) Детаљи (UEFA) |          |

| Северна Ирска         | 2:0                         | Чешка |
| --------------------- | --------------------------- | ----- |
| Ивенс 28’ · Брунт 41’ | Детаљи (FIFA) Детаљи (UEFA) |       |

| Азербејџан           | 1:2                         | Чешка                 |
| -------------------- | --------------------------- | --------------------- |
| Исмајилов 55’ (пен.) | Детаљи (FIFA) Детаљи (UEFA) | Копиц 35’ · Барак 66’ |

| Северна Ирска | 1:3                         | Немачка                          |
| ------------- | --------------------------- | -------------------------------- |
| Магенис 90+3’ | Детаљи (FIFA) Детаљи (UEFA) | Руди 2’ · Вагнер 21’ · Кимих 86’ |

| Сан Марино | 0:8                         | Норвешка                                                                             |
| ---------- | --------------------------- | ------------------------------------------------------------------------------------ |
|            | Детаљи (FIFA) Детаљи (UEFA) | Хенриксен 8’ · Кинг 14’ (пен.), 17’ · Јунуси 39’, 48’, 68’ · Селнаес 58’ · Линес 86’ |

| Чешка                                                 | 5:0                         | Сан Марино |
| ----------------------------------------------------- | --------------------------- | ---------- |
| Крменчик 8’, 23’ · Копиц 27’ · Новак 71’ · Кадлец 83’ | Детаљи (FIFA) Детаљи (UEFA) |            |

| Немачка                                              | 5:1                         | Азербејџан  |
| ---------------------------------------------------- | --------------------------- | ----------- |
| Горецка 8’, 66’ · Вагнер 54’ · Рудигер 64’ · Џан 81’ | Детаљи (FIFA) Детаљи (UEFA) | Шејдаев 34’ |

| Норвешка        | 1:0                         | Северна Ирска |
| --------------- | --------------------------- | ------------- |
| Брунт 71’ (аг.) | Детаљи (FIFA) Детаљи (UEFA) |               |

## Стрелци
5 голова
| - Сандро Вагнер | - Томас Милер | - Џошуа Кинг |

4 гола
| - Михал Крменчик |

3 гола
| - Афран Исмајлов - Јулијан Дракслер - Леон Горецка - Серж Гнабри | - Тимо Вернер - Мохамед Елјунуси - Кајл Лаферти | - Џош Магенис - Антонин Барак - Владимир Дарида |

2 гола
| - Андре Ширле - Јозуа Кимих - Јонас Хектор - Марио Гомез | - Сами Кедира - Крис Брунт - Стивен Дејвис | - Џејми Вард - Јан Копиц - Теодор Гебре Селасие |

1 гол
| - Араз Абдулајев - Димитриј Назаров - Максим Медведев - Рамил Шејдајев - Рашад Садигов - Руслан Гурбанов - Амин Јунес - Антонио Ридигер - Емре Џан - Јулијан Брант - Кевин Воланд | - Матс Хумелс - Месут Озил - Себастијан Руди - Тони Крос - Шкодран Мустафи - Адама Диоманде - Александер Седерлунд - Маркус Хенриксен - Мартин Линес - Мартин Самуелсен - Оле Селнес | - Матија Стефанели - Мирко Палаци - Конор Вашингтон - Конор Маклохин - Гарет Маколи - Стјуарт Далас - Џони Ивенс - Вацлав Кадлец - Јаромир Змрхал - Филип Новак |

Аутогол
| - Рашад Садигов (против Норвешке) - Давиде Симончини (против Норвешке) - Матија Стефанели (против Немачке) | - Микеле Чеволи (против Азербејџана) - Крис Брунт (против Норвешке) |